# M-Klasse (Leichter Kreuzer)
Die M-Klasse war eine geplante Klasse von Leichten Kreuzern der deutschen Kriegsmarine, welche zu Beginn des Zweiten Weltkrieges storniert wurden.

## Planung
Im Frühjahr 1936 begannen Planungen für eine neue Klasse von Leichten Kreuzern. Alle früher gebauten Leichten Kreuzer waren wegen der zu geringen Reichweite für die ihnen zugedachte Aufgabe im Handelskrieg ungeeignet. Deshalb sollten die neuen Schiffe der M-Klasse einen größeren Einsatzradius bekommen.
Wie die früheren Kreuzer sollten die Schiffe ein kombiniertes Antriebssystem mit Dieselmaschinen für die Langstreckenfahrt bei mittlerer Geschwindigkeit und zusätzlichen Turbinen für hohe Geschwindigkeit im Kampf erhalten. Für ihre Größe wären diese Schiffe im Vergleich zu Einheiten der Alliierten (wie der britischen Town-Klasse) nicht sehr stark bewaffnet oder gepanzert gewesen. Dies lag in erster Linie daran, dass die Forderung nach hoher Reichweite bei gleichzeitiger hoher Geschwindigkeit nur durch Gewichtseinsparungen erfüllt werden konnte. Nach den ersten vier Einheiten (M, N, O und P) waren zwei verbesserte Einheiten (Q und R) vorgesehen, die eine noch höhere Einsatzreichweite erreichen sollten und deren Flugabwehr deutlich verstärkt werden sollte.

## Klassenbezeichnung
Die Bezeichnung „M“ leitet sich aus der marineinternen Nummerierung für Kreuzer ab, die ihre Baubezeichnung nach dem Alphabet erhielten und nach den Kreuzern der Admiral-Hipper-Klasse mit den Bezeichnungen G, H, J, K und L folgten.

## Bau
Der Z-Plan sah 14 dieser Schiffe vor, der Bau sollte ab dem Jahr 1939 beginnen und Ende 1948 abgeschlossen sein. Als Bauzeit wurden 2,5 Jahre pro Schiff veranschlagt.
Die Bestellungen für die ersten vier Schiffe wurden am 28. Mai 1938 abgegeben, die Bauaufträge für die Kreuzer Q und R folgten am 8. August 1938.
Bis zum Frühjahr 1939 waren die ersten drei Schiffe(M, N, O) auf Kiel gelegt. Nach dem Ausbruch des Zweiten Weltkriegs erfolgte im September 1939 der Baustopp für alle drei Einheiten. Nach dem erfolgreichen Frankreichfeldzug gab es im Sommer 1940 Überlegungen, den Bau der Schiffe wieder anlaufen zu lassen. Schließlich wurden aber die noch auf Stapel liegenden drei Schiffsrümpfe bis 1943 verschrottet.
Von 1939 bis 1941 gab es in der Kriegsmarine Untersuchungen darüber, ob der M-Klasse-Kreuzer als Grundlage für den Bau von Leichten Flugzeugträgern oder Flugdeckkreuzern dienen könnte. Als 1942 ein neues Flugzeugträgerbauprogramm in Deutschland angefahren wurde, waren die M-Kreuzer nicht mehr darin enthalten.

## Technische Beschreibung

### Gewichte
Die vorläufige Gewichtszusammenstellung  gibt den Stand der Planung Anfang Mai 1939 wieder.
| Bezeichnung                                 | Gewicht [t] |
| ------------------------------------------- | ----------- |
| Schiffskörper                               | 2.470       |
| Panzerung (ohne Drehpanzer)                 | 1.000       |
| Hauptmaschinen                              | 2.375       |
| Hilfsmaschinen                              | 520         |
| Artilleriebewaffnung                        | 950         |
| Torpedo- u. Flugzeugbewaffnung              | 95          |
| Ausrüstung                                  | 500         |
| Reserve 2%                                  | 100         |
| Typverdrängung                              | 8.010       |
| 1/2 Öl normal                               | 500         |
| 1/2 Speisewasser                            | 100         |
| Konstruktionsverdrängung als Flottenkreuzer | 8.610       |
| 1/2 Öl, Wasser, sonstiges                   | 700         |
| Schiff voll ausgerüstet als Flottenkreuzer  | 9.310       |
| Ölzuladung für lange Fahrt                  | 600         |
| Schiff Maximalgewicht                       | 9.910       |

### Panzerung
Die Panzerung machte etwa 12,5 % der Typverdrängung aus. Das Gewicht verteilte sich unter anderem auf einen Gürtelpanzer mit einer Stärke von 50 mm und ein Panzerdeck mit 20 mm, das in den Böschungen 35 mm stark war.

### Bewaffnung
Als Hauptartillerie waren acht 15-cm-SK-C/28-Geschütze mit maximal 40° Rohrerhöhung und elektrischer Seiten- und Höhenrichtung in vier Doppeltürmen (Dopp.Dreh.L. C/34) vorgesehen. Je zwei sollten vor und hinter den Aufbauten installiert werden, wobei die inneren Türme so angeordnet worden wären, dass sie die äußeren Türme überschießen konnten (sog. überhöhte Endaufstellung). Es waren die gleichen Geschütze wie bei der Mittelartillerie der Bismarck, allerdings waren die Türme leichter.
Zur Flugabwehr waren vier 8,8-cm-SK C/32-Geschütze in zwei Doppellafetten (Dopp.L. C/32), vier 3,7-cm SK C/30 in Doppellafetten (Dopp.L. C/30) und vier 2-cm-Flak C/30 in Einzellafetten (MPL C/30) vorgesehen. Da der Einsatz vor allem im Kreuzerkrieg weit draußen auf dem Ozean erfolgen sollte und die Bedrohung trägergestützter Flugzeuge zum Zeitpunkt der Planung noch nicht erkannt war, wurde diese geringe Anzahl an Flugabwehrgeschützen als ausreichend angesehen.
Mittschiffs in Nischen je Backbord und Steuerbord waren je ein Vierersatz Torpedorohre vorgesehen. Hinzu kam die Möglichkeit zum Einsatz von 120 Minen. Für den Einsatz von zwei Bordflugzeugen des Typ Arado Ar 196 gab es ein Katapult.

## Einheiten
Kreuzer M, N, O, P
M und N Kiellegung bei den Deutschen Werken Kiel, Bau gestoppt am 21. September 1939.
O und P Kiellegung bei den Deutschen Werken Kiel vorgesehen.
Kreuzer Q, R
Kiellegung bei Schichau-Werken in Danzig vorgesehen.